# Bà Chúa Năm Phương
Chúa Bà Ngũ Phương được coi như là một vị Thánh Mẫu có quyền năng trong tín ngưỡng thờ mẫu ở Việt Nam nói chung và ở Thành Phố Hải Phòng nói riêng . Bà được giao quyền cai quản năm phương trời đất, ngũ phương bản cảnh bản xứ ngũ phương vậy nên được tôn xưng là Bà Chúa Quận Năm Phương (hay là Vũ Quận Quyến Hoa Công Chúa)..

## Tiểu sử
Bà giáng sinh vào nhà họ Vũ tại làng cổ Gia Viên (xưa có tên là làng Cấm),  thuộc tổng Gia Viên, huyện An Dương, phủ Kinh Môn, tỉnh Hải Dương, nay thuộc Phường Gia Viên, quận Ngô Quyền, Hải Phòng. 

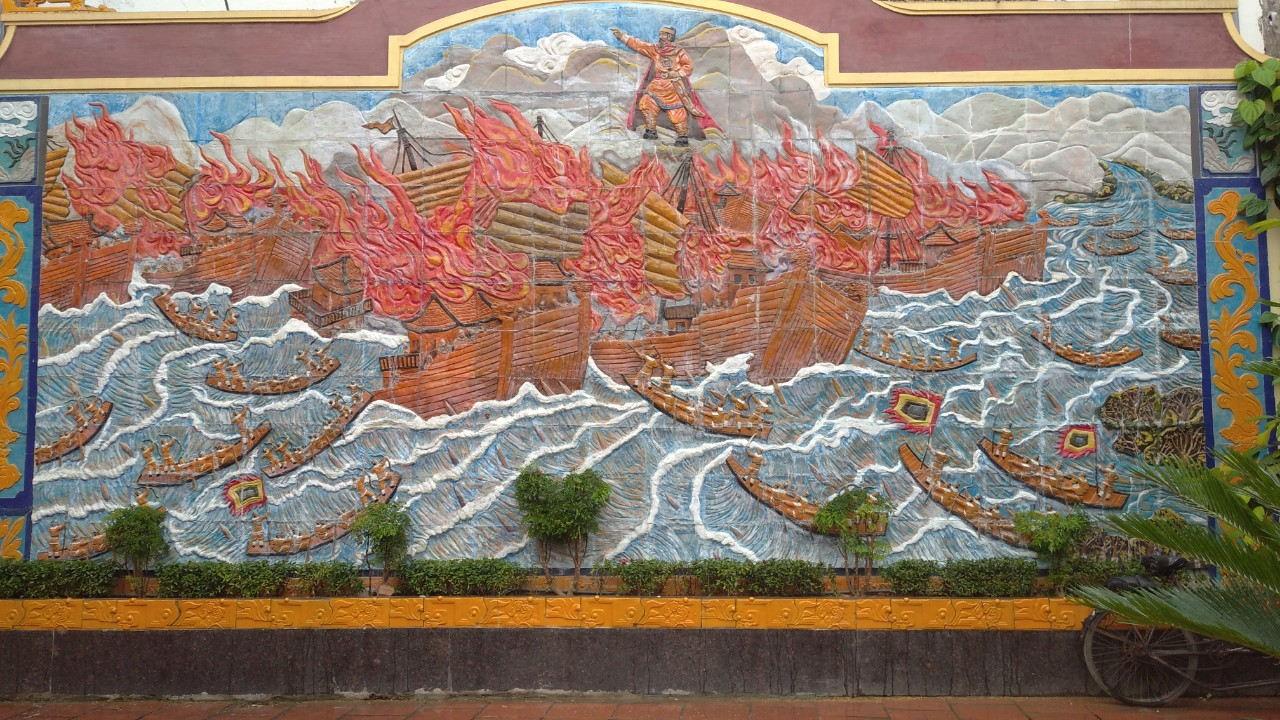
Tranh ghép đá mô phỏng trận Bạch Đằng 938

Vốn là người đảm đang mọi bề, trong cuộc kháng chiến chống quân Nam Hán xâm lược, Đức Ngô Vương Quyền phong bà làm nữ tướng lo việc quân lương trong trận thủy chiến chống quân Nam Hán trên sông Bạch Đằng năm 938. Kháng chiến kết thúc, Đức Ngô Vương phong cho bà tước hiệu Ngô Vương Vũ Quận Chúa; người dân gọi bà là Quyến Hoa Công chúa.
Năm 1924, Vua Khải Định sắc phong cho bà là "Ngũ Phương Vũ Quận Quyến Hoa Công Chúa Hộ Quốc Trang Huy Thượng Đẳng Thần" và sắc chuẩn cho làng Gia Viên được phụng thờ.

## Thờ phụng
Ở nhiều nơi, nhất là Hải Phòng có lập đền, phủ thờ Bà, tiêu biểu như: Đền Tiên Nga (địa chỉ 53 Lê Lợi, phường Máy Tơ, Quận Ngô Quyền) ;  Chùa Cấm thuộc Phố Cấm, Hải Phòng (tên tự: Cấm Giang Bản Cảnh Linh Từ hay Linh Quang Tự) chùa được xây trên nền nhà của Chúa bà; Miếu Chúa Bà Vườn Hoa Chéo, trên đường Trần Hưng Đạo, Hải Phòng (nơi trước đây người me Tây kia lập đền tạ ơn chúa); miếu Chúa tại Cây đa Mười ba gốc, xóm Trại, phường Đằng Giang, quận Ngô Quyền; Miếu Chúa Bà trong Khách Sạn Harbour View nằm ở đường Trần Phú có ngôi đền Tên chữ là "Bảo Phúc Linh Từ". Đây là năm ngôi miếu cổ , có sắc phong của các triều Vua cho Thánh Chúa Bản Cảnh Hải Phòng. Vậy nên, trong văn có hát: "Năm Phương Năm Miếu rõ ràng/Ngũ Phương Bản Cảnh Thánh Bà Đại Vương".
Bà còn được người dân xã Chính Mỹ, huyện Thủy Nguyên thờ phụng tại miếu Đông Bến như một vị thành hoàng làng vv.... Một số ngôi điện nhỏ trước đây cũng thờ phụng chân nhang Chúa Bà như Đền Cây Cậy (Ngõ Đặng Kim Nở), Đền Thái Hòa (Hạ Lý) , Đền Đồng Lùn (Lê Lợi),... . Ngoài ra ở các ngôi đình, đền thời Đức vương Ngô Quyền đều có phối hưởng thờ bà Chúa Vũ Quận.
Ở đấtHải Dương, có vị Chúa bà Bản cảnh, còn được gọi là Chúa bà Thành Đông. Chúa Năm Phương có nhiều điểm giống nhau với Chúa bà Thành Đông khi biến hiện ra người, khi lên khăn áo hầu đồng nhưng đây là hai vị thần tách biệt, có sự tích khác nhau. Nhiều người cho rằng hai bà là một là không đúng. Trong các đàn lễ mở phủ thở thường dâng một tòa đàn gọi là Đàn Chúa Bà, gồm có: hình Chúa Vũ Quận Năm Phương, hai cô hầu cận, hoặc 12 cô nàng đều màu trắng, nón chúa hài cườm, một cỗ xe ngựa hoặc xe có phu kéo (xe Chúa Bà); và thỉnh mời Chúa Bà về ngự để chứng đàn.

## Những câu chuyện linh thiêng
Qua thời gian, với nhiều biến cố của lịch sử, trong tiềm thức của người dân, ngôi đền thờ Bà trở thành chốn linh thiêng với nhiều điều linh ứng:
- Trước khi đánh trận trên sông Bạch Đằng, Đức Thánh Trần Hưng Đạo đã thắp hương khấn nguyện và đã được Bà phù trợ đánh thắng giặc giặc Mông-Nguyên trên sông Bạch Đằng.
- Chúa bà vốn là một vị tiên nữ trên Thiên Đình, được lệnh giáng trần để phù dân hộ quốc. Khi hồi thiên, Chúa bà được giao cai quản năm phương trời đất, bản cảnh bản xứ ngũ phương, do vậy nên được tôn hiệu xưng là Chúa Bà Ngũ Phương Vũ Quận.
- Chúa bà hiển linh, ngự khắp nơi khắp cảnh trong năm phương trời đất, dạo chơi khắp chốn. Vào lúc canh ba giờ Tí, bà hiện hình ra người mỹ nữ cung nga, gọi xe kéo rong chơi, rồi lại đi về đến "Cây Đa mười ba gốc" là nơi chúa bà hiển linh.
- Chúa bà thẳng tay trừng trị kẻ ngang ngược, nhạo báng, điêu ngoa. Chuyện kể rằng, vào thời Pháp thuộc có một me Tây (vợ của ông chủ Nhà máy cơ khí Robert)  bị Chúa hành cho chí rận, khắp người ngứa ngáy không yên, phải đến kêu van, sám hối cửa Chúa mới được Chúa tha cho khỏi.

## Bài liên quan
- Cây đa Mười ba gốc